# Chalybura
A Chalybura a madarak osztályának sarlósfecske-alakúak (Apodiformes) rendjébe és a kolibrifélék (Trochilidae) családjába tartozó nem.

## Rendszerezés
A nembe az alábbi  2 faj tartozik:
- Chalybura buffonii
- piroslábú kolibri (Chalybura urochrysia)